# Национальное собрание Македонии (1880)
Национальное собрание Македонии (макед. Привремена влада на Македонија - Единство) было созвано в 1880 году в Османской Македонии, на территории сегодняшней историко-административной греческой области Македония, по инициативе греческого революционера и убеждённого сторонника сотрудничества балканских народов Леонидаса Вулгариса и болгарского священника и революционера Константина Трыпкова (Буфского), как реакция на несоблюдения решений Берлинского трактата касательно Османской Македонии. Приняли участие 32 представителя из всей многонациональной географической области Македонии. Национальное собрание Македонии учредило Временное правительство, которое опубликовало Манифест в 1881 году. Историография Северной Македонии считает, что он выражает современную идеологему македонизма, изображая Македонию в качестве отдельного государства македонской нации с древним происхождением, в частности, в старомакедонском происхождении, чьё существование в XIX веке оспаривается историографией соседних Греции и Болгарии, а также современным английским историком Дугласом Дейкином:246.

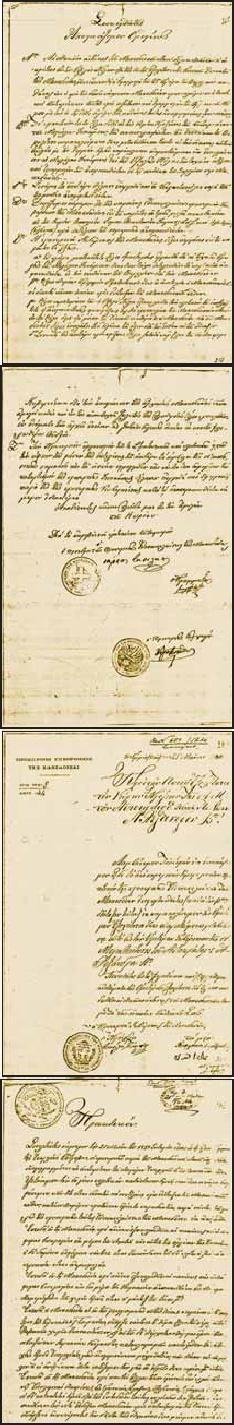
Документы Временного правительства Македонии: протокольное решение, письмо российскому консулу в Салониках и обращение Временного правительства

## Предыстория
Сан-Стефанский мир, подписанный в 1878 году в результате Русско-турецкой войны, игнорировал греческие интересы, предусматривал создание «Великой Болгарии», «которая», согласно Дакину, «сама не приложила особых усилий для получения своей свободы»:205, включение в новое государство греческих, с точки зрения греков, территорий Османской Македонии.
Греческое население Македонии, принявшее участие во всех греческих революциях с 1770 года и жаждущее воссоединения с Грецией пришло в движение:156.
Условия Сан-Стефанского мира вызвали также протесты сербов, которые заявляли, что сербское население и земли попадают под контроль другого государства. Ответом Петербурга было, что интересы России требуют создания «Великой Болгарии»:206.
Результатом этих брожений стали греческие Пиерийское восстание и Западномакедонские восстания, которые несмотря на их поражение усилили позицию Греции на последовавшем Берлинском конгрессе. Ревизия Сан-Стефанского мира была предварительно обговорена секретным англо-русским соглашением от 18/30 апреля 1878 года:278.
Греция, избегая максималистских требований, ставила целью на Берлинском конгрессе получить Крит и территории в Эпире и Фессалии. Что касается Македонии, основной задачей было не допустить её включение в состав нового болгарского государства, что совпадало с позицией и других европейских государств:207.
По решениям конгресса, Греция получила коррекцию границ в свою пользу в Эпире и в Фессалии. Ревизия Сан-Стефанского мира оставила вопрос о будущем Македонии открытым до Балканских войн 1912—1913 годов:164.

## Леонидас Вулгарис
Леонидас Вулгарис, будучи депутатом парламента Греческого королевства, одновременно принимал участие в революционной деятельности с целью воссоединения территорий Османской Македонии с Грецией и вошёл в контакт с греческими военачальниками в Македонии Т. Зиакасом, А. Велендзасом, Г. Зикосом и др.
Свою первую боевую высадку в главе отряда добровольцев в Македонию, на полуостров Халкидики, Вулгарис совершил в апреле 1866 года, одновременно с началом восстания на Крите.
Однако греческое правительство Б. Руфоса, опасаясь международных осложнений, само информировало османские власти о несанкционарованных действиях Вулгариса в Македонии.
Будучи также привеженцем сотрудничества балканских народов (греческий историк К. Вакалопулос именует его «мечтатель/идеалист»:158), Вулгарис вошёл в контакт с сербскими военачальниками и российским послом в Константинополе Н. Игнатьевым.
С марта 1875 года Вулгариса вёл в Афинах секретные (и от греческого правительства):196 греко-сербские переговоры, где сербов представлял Милутин Гарашанин.
«Витающий в облаках» Вулгарис не прекращал организацию борьбы «освобождения порабощённых братьев в Македонии».
С началом Русско-турецкой войны, в июле 1877 года, располагая российскими деньгами, как пишет Д. Дакин:200, Вулгарис получил негласное добро правительства и организовал на острове Саламин лагерь подготовки греческих волонтёров, в основном македонян:159.
Но озираясь на первоначальные неудачи российской армии под Плевной, греческое правительство продолжало соблюдать нейтралитет.
Между тем в Афинах был создан «Македонский комитет» для организации освобождения Македонии, в который однако Вулгарис не был включён из-за «чрезмерного славофильства»:203.
(«Несправедливую славу агента славян», приписанную ему английской дипломатией, Вулгарис отверг в своей книге изданной в 1878 году.
Попытка отряда Вулгариса высадиться на побережье Македонии в январе 1878 года из-за шторма в конечном итоге стала высадкой на побережье Фессалии, где он и развернул боевые действия:203, однако высадка отряда К. Думпиотиса в феврале на македонском побережье послужила началом Пиерийского восстания.

## Созыв Национального собрания
После Берлинского конгресса вооружённые выступления на территории Османской Македонии были практически прекращены и Леонидас Вулгарис сконцентрировал своё внимание на выполнение решений Конгресса касательно гражданских прав и автономии христианского населения Македонии.
В 1880 году Вулгарис, при поддержке болгарского священника и революционера Константина Тръпкова (Буфского), инициировал созыв т. н. Национального собрания
Заседания Собрания состоялись с 21 мая по 2 июня в Гремен-Теке, недалеко от сегодняшнего греческого села Арнисса (болг. Острово), имевшего в XIX веке в основном болгарское население.
Виктор Григорович, русский путешественник и профессор Казанского университета:143 пишет: «Острово, примечательное село, заселено наполовину болгарами и турками». (Историография сегодняшней Северной Македонии считает, что Острово населялось «македонцами» считает таковыми болгарского священника Константина Тръпкова и, даже, греческого политика и революционера Леонидаса Вулгариса).
Собрание рассмотрело политическую ситуацию в Османской Македонии после Берлинского конгресса, констатировало безразличие великих держав и поставило своей целью вынудить Османскую империю выполнить обязательную статью 23 Берлинского соглашения, и предоставить Македонии автономию. На повестке дня стояли мероприятия, которые необходимо было предпринять для достижения «национального дела». Национальное собрание пришло к выводу, что даже после последних больших изменений на Балканах, когда все другие христианские страны закрепили свою национальную свободу и государственность — Румыния, Сербия и Черногория получили полную независимость, а Болгария, Восточная Румелия и Крит получили гражданские права, македонские вилайеты Османской империи остались в своём предыдущем статусе и без чьей-либо помощи. Национальное собрание единогласно решило потребовать от Османского государства и великих держав скорейшего выполнения статьи 23 Берлинского трактата и для Македонии.

## «Единство»
Национальное собрание избрало своего рода Временное правительство, названное «Единство», в качестве исполнительного и оперативного органа, который предпримет все необходимые действия для утвержения автономии в Македонии.
Председателем (президентом) Временного правительства были избраны Василиос Сьо́мос, секретарём Нико́лаос Трайкос, оба представлявших греческое/грекоязычное население Македонии, в руководство были также избраны Анастасий Димитрович и Али Эфенди, представлявших соответственно славяноязычное и албанское население.
Было решено, что Временное правительство сначала потребует, используя законные средства, право на автономию, признанное великими державами и санкционированное Берлинским трактатом. Если османское правительство будет отказываться от выполнения этого обязательства и великие державы не заставляют его выполнять его, Временное правительство призовёт народы Македонии к оружию. Прозвучавший в этот период лозунг «Македония для македонцев» имел обобщающее значение народов населявших Македонию, но, как пишет Д. Дакин, этот лозунг «ввёл в заблуждение плохо информированных европейских либералов, которые в своём неведении стали фантазировать о существовании македонской нации»:246.
В марте 1881 года Временное правительство опубликовало Манифест с протокольным решением Национального собрания и послало его дипломатическим представителям великих держав. Манифест был составлен на греческом языке, европейским консулам был послан его перевод на французском языке. Перевод манифеста, как и оригинал, был заверен печатью с надписью на греческом «Временное правительство Македонии» (Προσωρινή κυβέρνηση της Μακεδονίας) и подписями (на греческом) председателя правительства Василиоса Сьомоса и секретаря Николаоса Трайкоса.

## Сегодняшние отголоски

Манифестът на Временното правителство
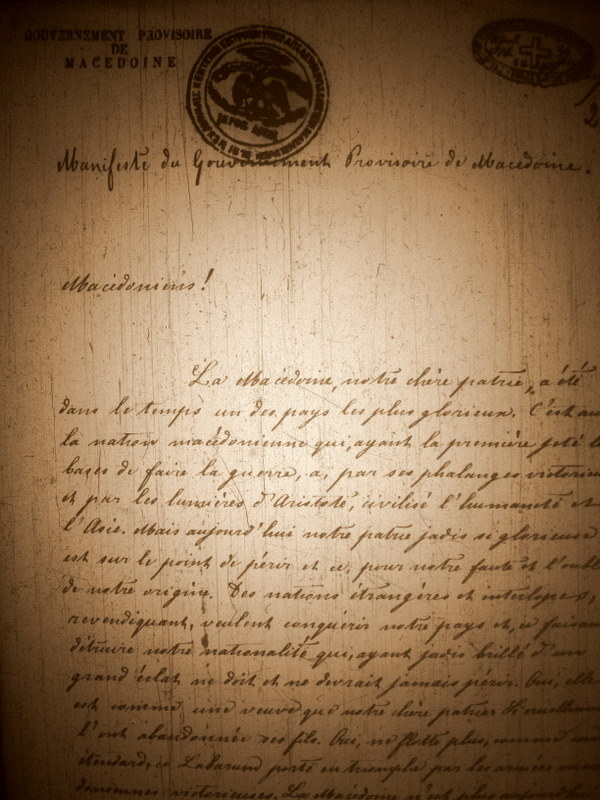
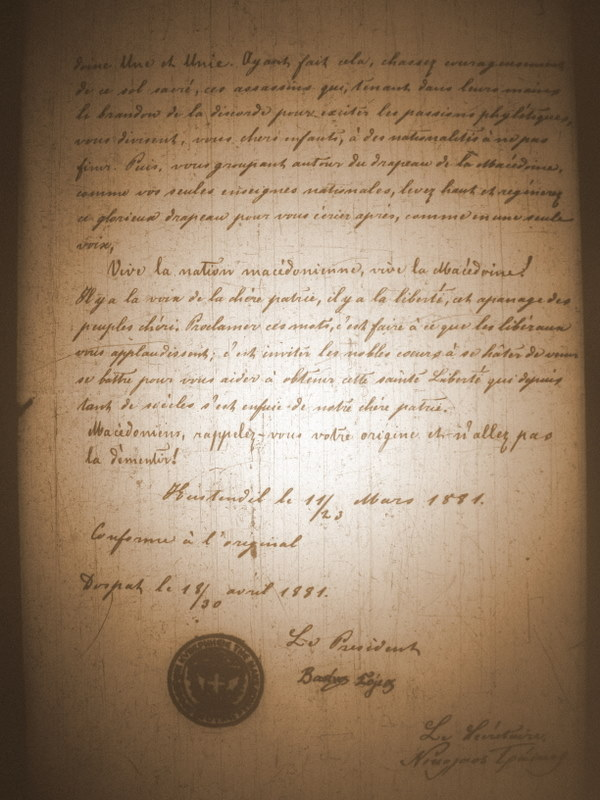

Историография сегодняшней Северной Македонии использует факт создания Временного правительства Македонии 1880 года и его Манифест в качестве доказательства существования т. н. македонской нации в XIX, что отвергается историографией Болгарии и Греции. В последнее время это противоречие носит характер острого историко-дипломатического конфликта в особенности с Болгарией.
Согласно греческому историку Э. Кофосу, в своей попытке подкрепить свой тезис, историография Северной Македонии замалчивает многонациональный характер и цели Временного правительства, избегает публикации печати правительства (на греческом), «македонизирует» греческие фамилии председателя и секретаря правительства и избегает публикации их подписей на греческом.
Именно в таком варианте современный английский перевод Манифеста попал в книгу современного чешского историка Michal Kopeček, где фамилии председателя Временного правительства Василиоса Сьомоса и секретаря Николаоса Трайкоса «македонизированы» в Васил Чомо и Никола Трайков соответственно.